# Do for Love
«Do for Love» (originalmente titulado "Sucka 4 Luv") es el segundo sencillo póstumo de 2Pac de su álbum R U Still Down? (Remember Me). El sample vocal proviene de la canción "What You Won't Do for Love" de Bobby Caldwell y del remix de "Y?" de The Pharcyde, tema producido por J Dilla y productor omitido en los créditos de "Do for Love". La canción alcanzó el puesto #21 en la Billboard Hot 100. El video musical muestra a Tupac como una figura de arcilla y un personaje de una historieta. La canción también utiliza una cita de Sir Walter Scott ("O, what a tangled web we weave").

## Lista de canciones
CD sencillo
1. «Do for Love» (Álbum Versión) (4:42)
2. «Do to Love» (The Soul Society Remix) (3:59)
3. «Do for Love» (Pic-A-Dil-Yo! Mix) (4:38)
4. «Brenda's Got a Baby» (Original Álbum Versión) (3:55)

## Posiciones
| Lista                       | Posición máxima |
| --------------------------- | --------------- |
| Países Bajos                | 18              |
| Nueva Zelanda               | 18              |
| Suecia                      | 33              |
| Billboard Hot 100           | 21              |
| Billboard R&B/Hip-Hop Songs | 10              |
| Billboard Rap Songs         | 2               |
| Reino Unido                 | 12              |